# Árbol del conocimiento del bien y del mal

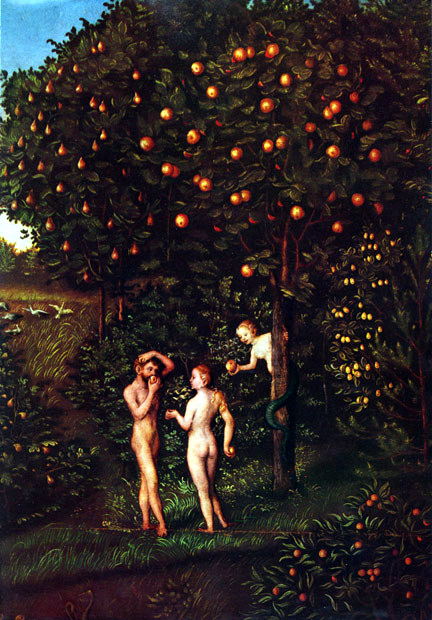
La caída del hombre, de Lucas Cranach el Viejo. El árbol del conocimiento aparece a la derecha.

El árbol del conocimiento del bien y el mal (en hebreo, עֵץ הַדַּעַת טוֹב וָרָע ʕEtz ha-daˈʕat tov va-ra) es uno de los dos Árboles del Paraíso en la historia del Jardín del Edén, en Génesis 2-3, junto con el árbol de la vida.

## En Génesis

### Motivo
Un sello cilíndrico, conocido como el sello de la Tentación, del período postacadio de Mesopotamia (c. siglo XXIII - siglo XII a. C.), fue relacionado con la historia de Adán y Eva por el asiriólogo George Smith (1840-1876); describe el sello como dos figuras enfrentadas (hombre y mujer) sentadas a cada lado de un árbol, extendiendo las manos hacia el fruto prohibido, mientras que entre sus espaldas hay una serpiente, dando evidencia de que se conocía el relato del pecado original en los primeros tiempos de Babilonia. El Museo Británico se opone a esta interpretación y sostiene que en realidad es un tema común de la época, sin ninguna razón para conectar la escena con la historia en el libro de Génesis sino que representa a una mujer adorando a un dios masculino.

### Composición
La frase en hebreo: טוֹב וָרָע, tov V'ra, traducible como el bien y el mal, puede ser un ejemplo del tipo de figura retórica conocida como merismo, un recurso literario que empareja términos opuestos, con el fin de crear un significado general, por lo que la frase "el bien y el mal" simplemente implicaría "todo". Es equivalente a la expresión egipcia malo-bueno, que, de hecho, normalmente se emplea en el sentido de "todo". En la literatura griega, el concepto también es utilizado por Telémaco: "Sé que todas las cosas, las buenas y las malas" (Od.20:309-10). Sin embargo, dado el contexto de la desobediencia a Dios, otras interpretaciones de las implicaciones de esta frase también deben tomarse en consideración.
En la frase, árbol del conocimiento del bien y del mal, el árbol imparte conocimientos de tov wa-ra, "bueno y malo". La traducción tradicional es "el bien y el mal", pero tov wa-ra es una expresión fija que denota "todo". Para Harry Orlinsky, esta frase no denota necesariamente un concepto moral. Sin embargo, Robert Alter cree que podría haber una connotación moral, después de todo: Cuando Dios le prohíbe al hombre comer del árbol del conocimiento, Él dice que si no le obedece, está "condenado a morir". El hebreo detrás de esto, está en una forma utilizada regularmente en la Biblia hebrea para emitir sentencias de muerte.

## Visión religiosa

### Judaísmo
En la tradición judía, el Árbol del Conocimiento y el comer de sus frutos representa el comienzo de la elección  del bien y el mal, a la vez. Antes de ese momento, los dos estaban separados, y el mal solo tenía una existencia nebulosa en potencia. Si bien la libre elección existía antes de comer la fruta, existía el mal como una entidad separada de la psique humana, y que no estaba en la naturaleza humana desearlo. Comer e internalizar el fruto prohibido cambió esto y así nació el hara yeitzer, la inclinación al mal. En las notas de Rashi sobre Génesis 3:3, se produjo el primer pecado porque Eva añadió una cláusula adicional al mandato divino: Ni lo toquéis. Al decir esto, Eva agregó al mandamiento de Yahvé y de este modo llegó a detraer de él, como está escrito: 'No añadas a sus palabras, para que no te reprenda, y seas hallado mentiroso.' (Proverbios 30:6).
En la Cábala, el pecado del árbol del conocimiento (llamado Cheit Eitz HaDa'at) provocó la gran tarea de beirurim, el tamizado a través de la mezcla del bien y del mal en el mundo para extraer y liberar las chispas de santidad atrapadas en el mismo. Dado que el mal no tiene existencia independiente, depende de la santidad entre la modalidad de la fuerza vital divina, en cuyas "sobras" luego se alimenta y se deriva la existencia. Cuando el mal se separa de la santidad por medio de beirurim, se corta su fuente de vida, causando que desaparezca el mal. Esto se logra a través de la observancia de los 613 mandamientos de la Torá, que se ocupan principalmente de los objetos físicos en donde se mezclan entre sí el bien y el mal. Por lo tanto, la tarea de beirurim rectifica el pecado del árbol y saca la shejiná de regreso a la Tierra, donde el pecado del Árbol había causado su salida.

### Cristianismo

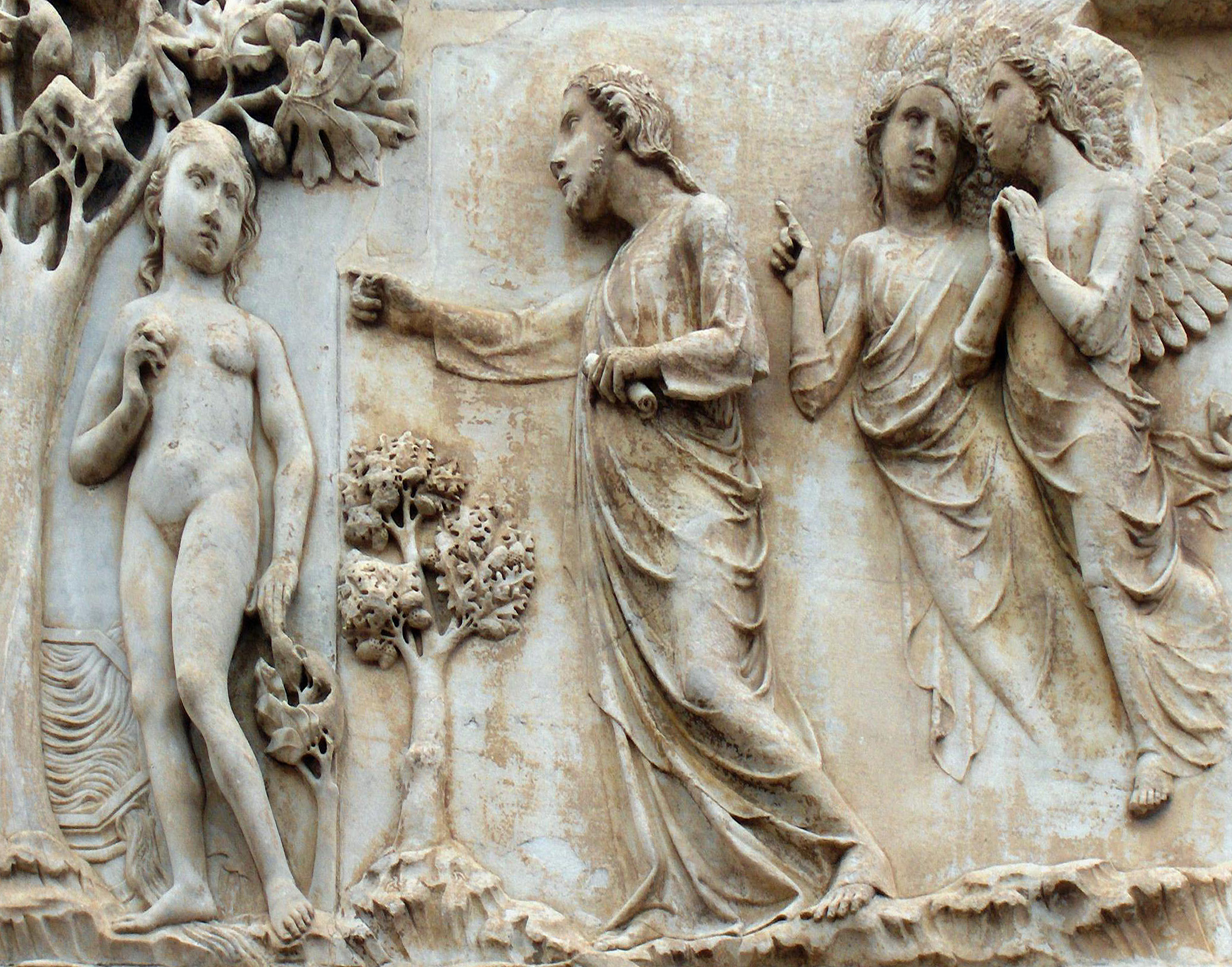
Un bajorrelieve de mármol por Lorenzo Maitani en la catedral de Orvieto, Italia que representa a Eva y el árbol.

En teología cristiana, el consumo de la fruta del árbol del conocimiento del bien y del mal fue el pecado original cometido por Eva y posteriormente Adán, conocido como la caída del hombre en Génesis 2-3.
En el catolicismo, Agustín de Hipona enseñó que el árbol debe entenderse como un árbol tanto simbólico como real - similar a Jerusalén, que es tanto una ciudad real como una figura de la Jerusalén celestial. Agustín subrayó que los frutos de ese árbol no eran malos en sí mismos, porque todo lo que creó Dios fue bueno (Génesis 1:12). Fue la desobediencia de Adán y Eva, que habían sido advertidos por Dios de no comer del árbol (Génesis 2:17), lo que era desagradable y causó desorden en la creación, por lo que tanto la humanidad heredó el pecado y la culpa del pecado de Adán y Eva.
Comúnmente, en el arte cristiano occidental, el fruto del árbol se representa como una manzana, que se originó en Asia central. Esta representación pudo haberse originado de un juego de palabras en latín: al comer la malum (manzana), Eva contrajo el mālum (el mal) o simplemente debido a la licencia artística de los pintores religiosos.

### Islam
El Corán no menciona este árbol como del conocimiento del bien y el mal y siempre se refiere simplemente al "árbol". Siguiendo en su mayor parte el relato bíblico, los musulmanes creen que cuando Dios creó a Adán y Eva, les dijo que podían disfrutar de todo en el jardín, pero no de este árbol, y así, Satanás se les apareció y les dijo que la única razón por la que Dios les prohibió comer de ese árbol es porque se convertirían en ángeles o en inmortales.
Cuando comieron de este árbol, se percataron de su desnudez y se pusieron a coser, para cubrirse, hojas del Jardín. Como resultado de su pecado, fueron expulsados del paraíso y fueron colocados en la Tierra para vivir y morir. Pero ya apartándose del precedente bíblico, en consecuencia, se arrepintieron ante Dios, pidieron su perdón y fueron perdonados. Se decidió que los que obedecen a Dios y siguen su camino, serán recompensados con la vida eterna en el paraíso, y los que desobedecen a Dios y se apartan de su camino, serán castigados en el Infierno.
Alá en el Corán (Al-A'raf 27) dice: ¡Hijos de Adán! Que el Demonio no os tiente, como cuando sacó a vuestros padres del Jardín, despojándoles de su vestidura para mostrarles su desnudez. Él y su hueste os ven desde donde vosotros no les veis. A los que no creen les hemos dado los demonios como amigos.

### Otras culturas
El poema tamil Tala Vilasam (La gloria de la palmera), de Arunachalam, relata la leyenda de un árbol que se asemeja al relato bíblico. En ella, el dios creador Brahma permite finalmente que las personas accedan al árbol que, en este caso, es la palmera Borassus flabellifer.

### Etnomicología
El etnomicólogo, etnobotánico y filósofo estadounidense Terence McKenna propuso que el fruto prohibido era enteogénico, identificándolo como el hongo psilocybe cubensis, coherente con su modelo de "Stoned Ape" de la evolución humana.